# Zorislav Makek
Zorislav Makek, hrvatski veslač i ugledni atletski sudac.  
Rođen u Zagrebu. Iz obitelji Vilima Lovrenčića, koji je koncem 19. stoljeća kupio vrelo Jamnicu, modernizirao punionicu i organizirao prodaju. Vilim je Zorislavov pradjed. Djed Miroslav Lovrenčić i njegov brat Vilim bili su pioniri automobilističkog športa početkom XX. stoljeća, a djed Miroslav bio je prvak Hrvatske i Slavonije u sanjkanju kao član HAŠK-a 1911. godine. Stric Tibor, tetka Melita i mati Ana pionirke su hazene u Hrvatskoj. Zorislav Makek je bio višestruki prvak SFR Jugoslavije i SR Hrvatske u veslanju kao član zagrebačke Mladosti te kasnije ugledni atletski sudac.